# Rzyszczewko (powiat sławieński)
Rzyszczewko (niem.: Neu Ristow) – wieś w Polsce, w województwie zachodniopomorskim, w powiecie sławieńskim, w gminie Sławno. Wchodzi w skład sołectwa Rzyszczewo.
Do 2023 miejscowość była przysiółkiem wsi Rzyszczewo.
Jest to osada o układzie ulicowym oddalona od Rzyszczewa około 1,5 kilometra na południowy wschód.

## Nazwa
Nazwą alternatywną miejscowości jest Ryszczewko.
Nazwa niemiecka to Neu Ristow.
Nazwy przejściowe: Ryszczewko, Nowe Ryszczewo.

## Historia
Osada powstała w 1773 roku. Wtedy zbudowano tu 9 gospodarstw chłopskich oraz młyn. Gospodarstwa liczyły od 8 do 24 hektarów powierzchni. Właścicielem osady była rodzina von Grappe.
W latach 1975–1998 miejscowość administracyjnie należała do województwa słupskiego.